# Manden der ønskede sig en havudsigt
Manden der ønskede sig en havudsigt er et album baseret på en optagelse af tv·2 ved en koncert under Århus Festuge i 1999. Albummet blev solgt i 14.000 eksemplarer

## Indhold
1. Bag duggede ruder
2. De lyse timer
3. Baby Blue
4. Tornerose
5. Det grinte vi meget af
6. Stjernen over Bjerringbro
7. Kald så på din kæreste
8. Tumpernes park
9. Det er nat derude
10. Hundene over Jakobshavn
11. Kom og se far danser
12. Kalundborgbåden
13. Bag dem synger skovene
14. Under stjernerne
15. Kys det nu (det satans liv)
16. Der trænger til at blive skovlet noget sne